# Pyriglena similis
El ojodefuego del Tapajós (Pyriglena similis) es una especie de ave paseriforme de la familia Thamnophilidae perteneciente al género Pyriglena; anteriormente tratada como una subespecie del ojodefuego dorsiblanco Pyriglena leuconota. Es endémica del este de la Amazonia brasileña. 

## Distribución y hábitat
Se distribuye en el centro sur de la Amazonia brasileña en Pará y norte de Mato Grosso (desde el río Tapajós hacia el este hasta el río Xingu).
Esta especie es considerada bastante común en su hábitat natural: el sotobosque de selvas húmedas montanas, localmente también en tierras bajas adyacentes y en bosques más caducifolios, principalmente debajo de los 600 m de altitud.

## Sistemática

### Descripción original
La especie P. similis fue descrita por primera vez por el ornitólogo estadounidense John Todd Zimmer en 1931 bajo el nombre científico de subespecie Pyriglena leucoptera similis, su localidad tipo es: Caxiricatuba, Río Tapajós (margen derecha), Brasil.

### Etimología
El nombre genérico femenino «Pyriglena» se compone de las palabras del griego «πυρ pur, πυρος puros»: fuego y «γληνη glēnē»: ojos, significando «de ojos de fuego»; y el nombre de la especie «similis», proviene del latín y significa similar, que se parece, indicando una semejanza en apariencia o afinidad con otra especie, generalmente un congénere.

### Taxonomía
Un estudio de filogenia molecular identificó cinco clados bien definidos dentro del género Pyriglena. Utilizando esta agrupación filogénica como base, un estudio reciente de Isler & Maldonado-Coelho (2017), de las vocalizaciones de las diferentes subespecies, sugiere que el grupo de subespecies P. leuconota maura, de la región andina y del sur-occidente de Brasil, este de Bolivia y norte de Paraguay, y la subespecie P. leuconota similis del centro sur de la Amazonia brasileña, podrían ser separadas como especies plenas. En la Propuesta N° 759 al Comité de Clasificación de Sudamérica (SACC) se aprobó la elevación al rango de especies de la presente y del ojodefuego occidental Pyriglena maura. Es monotípica. 